# خونكيرا دي إسبادانيدو
بلدية خونكيرا دي إسبادانيدو (بالإسبانية: Junquera de Espadañedo) هي بلدية تقع في مقاطعة أورينسي التابعة لمنطقة غاليسيا شمال غرب إسبانيا.

## الديموغرافيا
بلغ عدد سكان بلدية خونكيرا دي إسبادانيدو 914 نسمة عام 2011 (وفقاً للمعهد الوطني للإحصاء الإسباني).
| 1.132 | 1.094 | 071 | 1.017 | 1.002 | 1.087 | 914 |